# Bidezabal
Bidezabal è una stazione della linea 1 della metropolitana di Bilbao. Alcuni treni provenienti da Etxebarri hanno questa stazione come capolinea.
Si trova lungo Beato Domingo Iturrate Kalea, nel quartiere Algorta di Getxo.

## Storia
La stazione è stata inaugurata l'11 novembre 1995 con il primo tratto della linea 1.